# Komanija
Komanija este o localitate din comuna Dobrova-Polhov Gradec, Slovenia, cu o populație de 80 de locuitori.